# Sophora tomentosa
Sophora tomentosa är en ärtväxtart som beskrevs av Carl von Linné. Sophora tomentosa ingår i släktet soforor, och familjen ärtväxter.

## Underarter
Arten delas in i följande underarter:
- S. t. australis
- S. t. littoralis
- S. t. occidentalis
- S. t. tomentosa
- S. t. truncata

## Bildgalleri

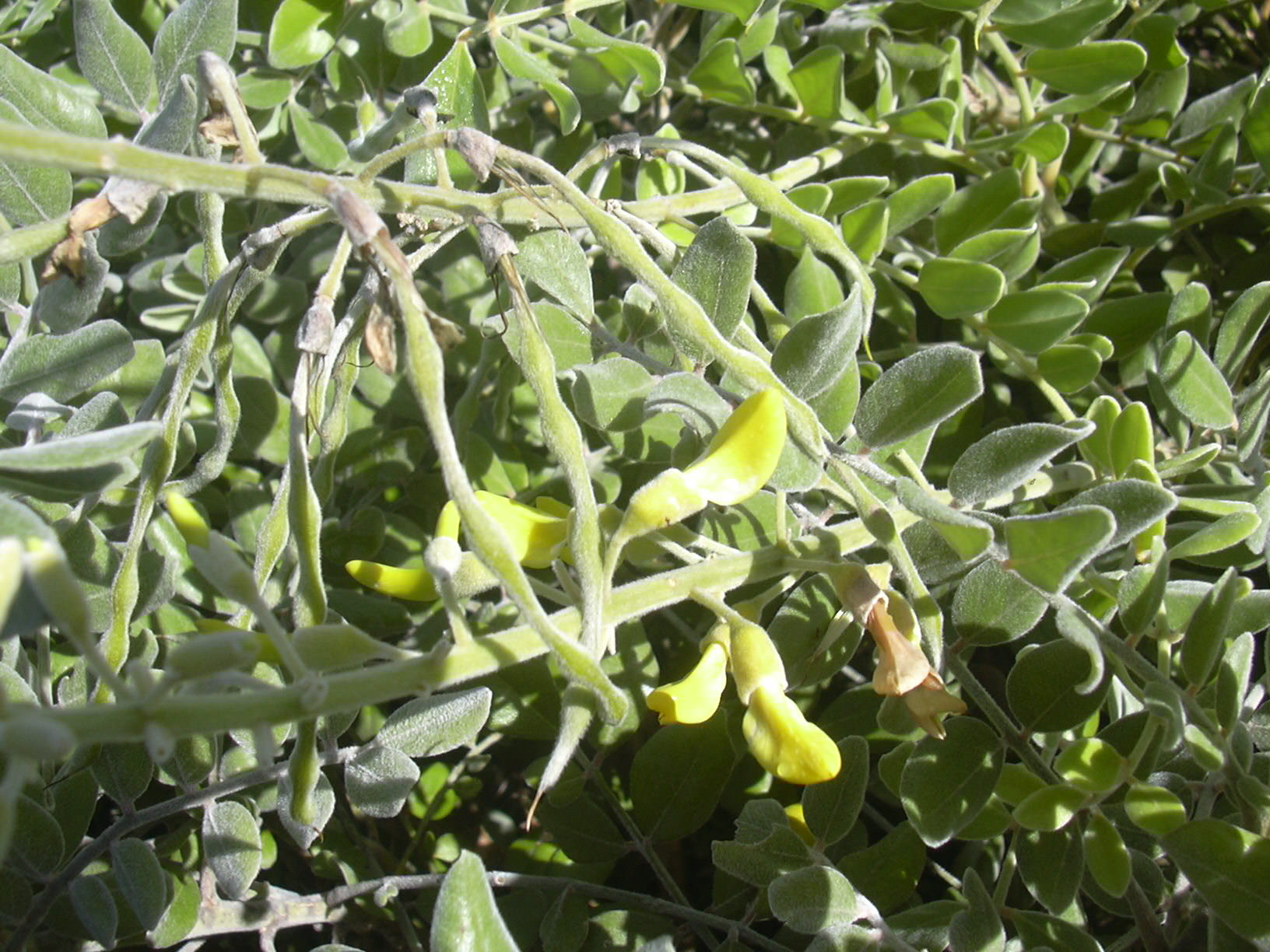
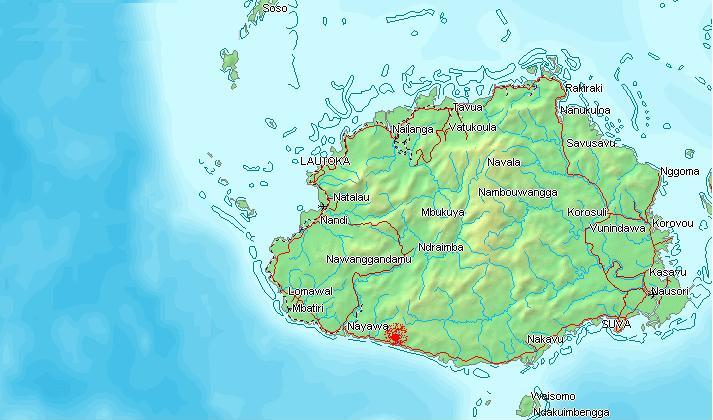
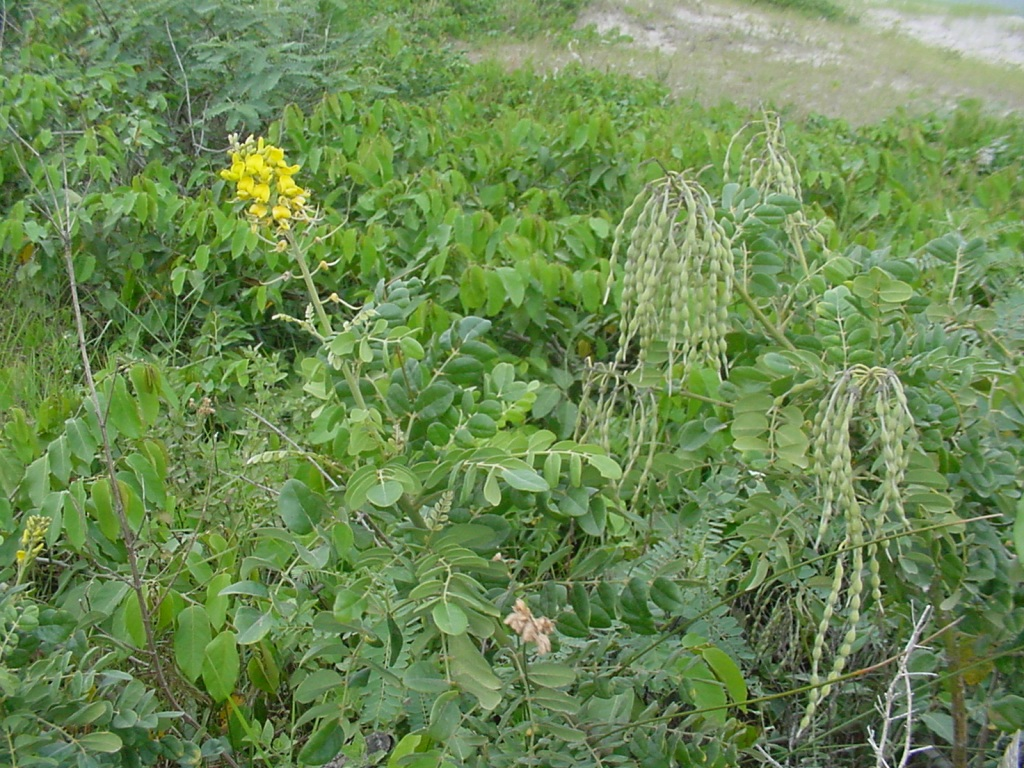
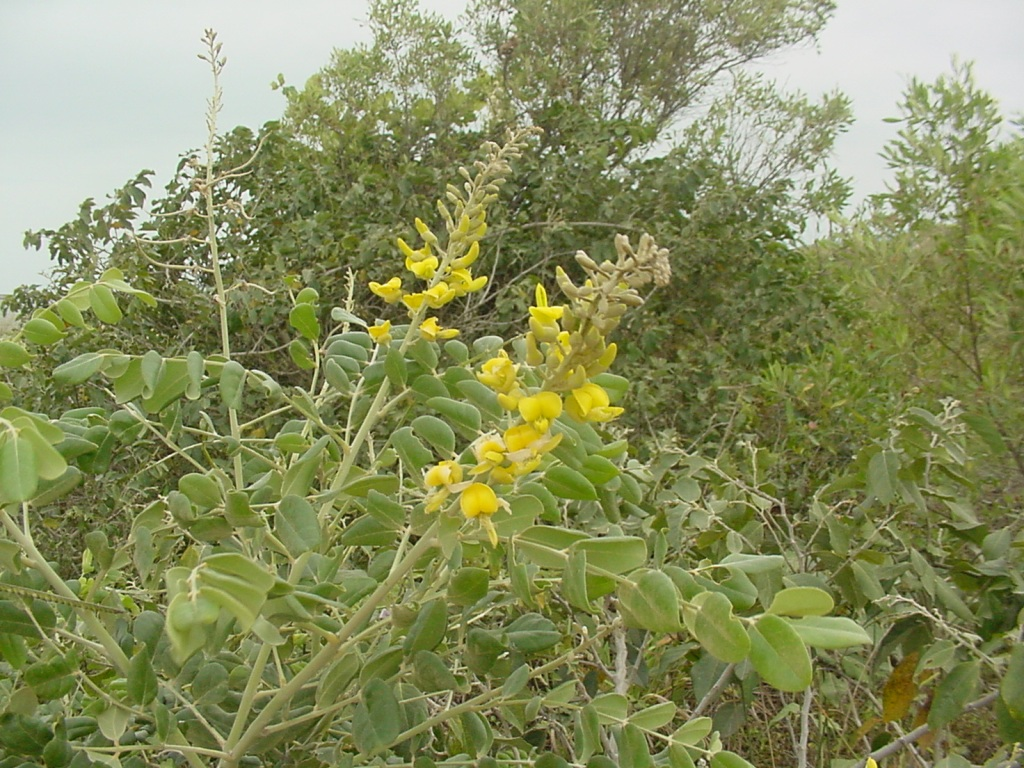
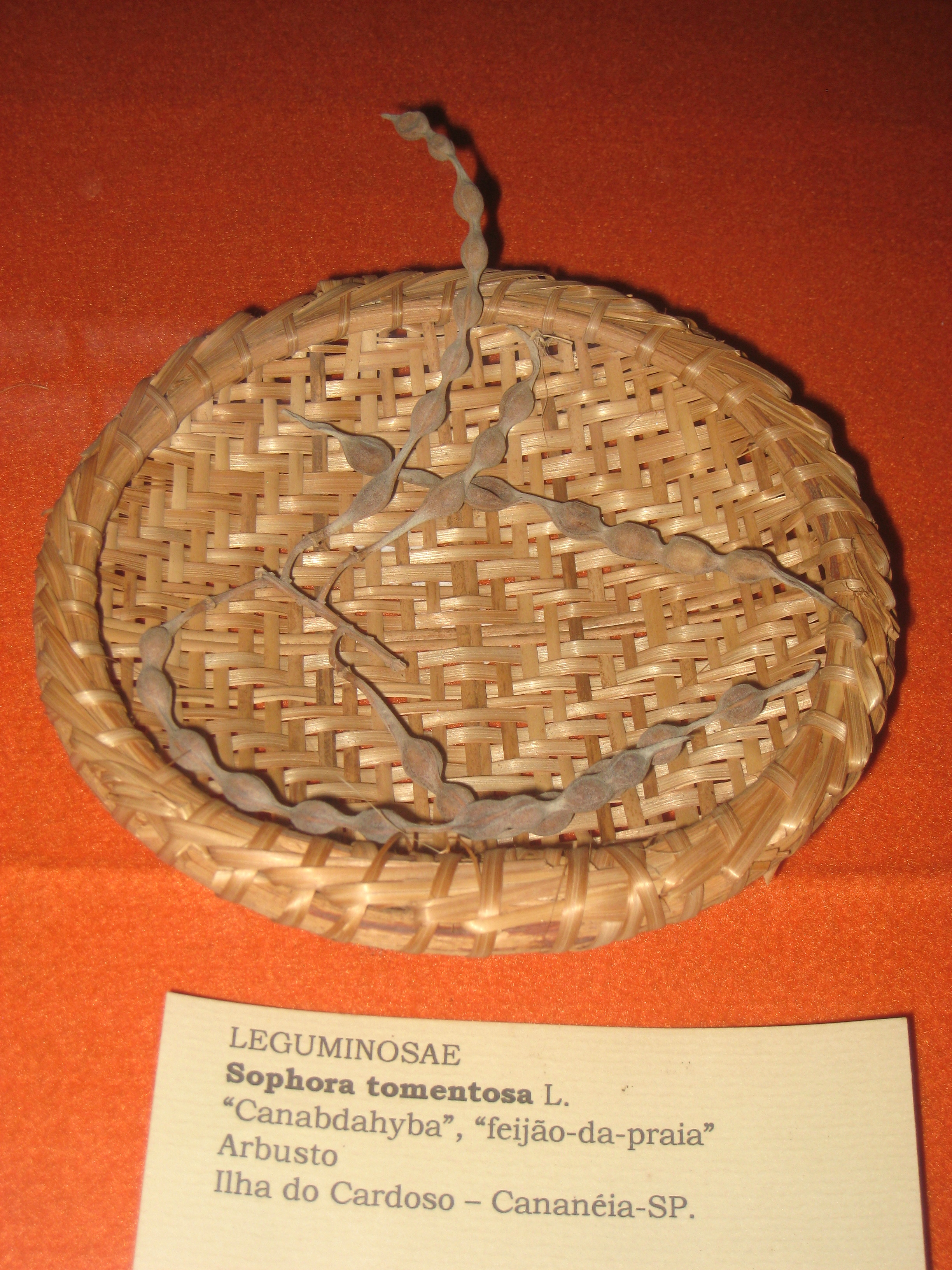